# Traian Belașcu
Traian Belașcu a fost un preot greco-catolic trecut la Biserica Ortodoxă Română și numit vicar al Mitropoliei Ardealului.

## Biografie
A participat la 1 octombrie 1948, ca președinte ales, la adunarea dintr-o sală de gimnastică din Cluj menită să legitimizeze trecerea greco-catolicilor români în bloc la Biserica Ortodoxă Română unde ține și un discurs. În același an, conduce lucrările Marii Adunări Bisericești întrunite cu același scop la Alba Iulia.

Deși conducerea Bisericii Române Unite cu Roma (greco-catolică), care mai era în libertate, ceruse, în mod imperativ, tuturor preoților greco-catolici să nu participe, prin faptul că a participat la adunarea celor 37 de preoți greco-catolici, de la 1 octombrie 1948,  preotul protopop de Țichindeal Traian Belașcu s-a aflat sub incidența Decretului de excomunicare de la 1 octombrie 1948 (ipso facto), emis de episcopul român unit cu Roma (greco-catolic) de Cluj-Gherla, Iuliu Hossu

## Distincții
- Ordinul „Steaua Republicii Populare Romîne” clasa a IV-a (21 august 1954) „pentru merite deosebite pe tărîmul construcției de stat, economice, sociale și culturale, cu ocazia celei de a zecea aniversări a eliberării patriei noastre”[5]

## Opere
- Când frații sunt împreună, Sibiu, 1956